# Асоцијација (психологија)
Асоцијација је у психологији процес стварања менталних веза између дражи, осећаја, идеје или сећања у смислу сличности, супротности и блискости. Павлов је коришћењем објективне методе у проучавању овог феномена открио условни рефлекс. Слободне асоцијације терапеут користи у психоанализи, за идентификовање латентних конфликата клијената.